# Éder
Éderzito António Macedo Lopes (Bissau (Guinee-Bissau)), 22 december 1987) – alias Éder – is een Portugees voormalig voetballer die doorgaans als aanvaller speelt. Éder debuteerde in 2012 in het Portugees voetbalelftal.

## Clubcarrière
Éder speelde in de jeugd bij ADC Adémia. In 2006 speelde hij kortstondig voor Oliveira Hospital. Daarna speelde hij voor Tourizense, de satellietclub van Académica Coimbra. Op 24 augustus 2008 debuteerde hij voor Académica Coimbra in de Primeira Liga. Hij maakte zijn eerste profdoelpunt pas op het einde van het seizoen tegen Naval 1º de Maio. In vier seizoenen speelde hij 83 competitiewedstrijden voor Académica Coimbra, waarin hij in totaal 12 doelpunten maakte. In de zomertransferperiode van 2012 tekende hij een vierjarig contract bij SC Braga. Hij was transfervrij. Hij debuteerde voor Braga op 2 september 2012 tegen Paços de Ferreira. In zijn eerste seizoen scoorde hij dertien doelpunten in achttien competitiewedstrijden. Begin maart van dat jaar scheurde hij zijn gewrichtsbanden, waardoor hij de rest van het seizoen moest missen.
Éder tekende in juli 2015 een contract tot medio 2018 bij Swansea City, de nummer acht in de Premier League het voorgaande seizoen. De club betaalde circa zeven miljoen euro voor hem aan SC Braga. Gedurende de tweede helft van het seizoen 2015/16 speelde Éder op huurbasis voor Lille OSC, dat hem daarna definitief overnam.

## Interlandcarrière
Éder werd voor het eerst opgeroepen voor Portugal in augustus 2012 voor een WK-kwalificatiewedstrijd tegen Luxemburg. Op 11 september 2012 debuteerde hij voor Portugal in de WK-kwalificatiewedstrijd tegen Azerbeidzjan. Hij viel in voor Hélder Postiga. Op 19 mei 2014 maakte bondscoach Paulo Bento bekend Éder mee te nemen naar het wereldkampioenschap voetbal in Brazilië. Op dat toernooi maakte hij in de eerste groepswedstrijd van de Portugezen zijn WK-debuut. Na 28 minuten verving hij de geblesseerde Hugo Almeida, maar kon een uiteindelijke 4–0 nederlaag niet voorkomen. Éder maakte zijn eerste interlanddoelpunt op 16 juni 2015. Hij maakte het enige doelpunt in de oefeninterland tegen Italië, die gespeeld werd in het Stade de Genève. Bondscoach Fernando Santos nam Éder op 17 mei 2016 op in de Portugese selectie voor het Europees kampioenschap voetbal 2016 in Frankrijk. Zijn landgenoten en hij wonnen hier voor het eerst in de geschiedenis van Portugal een groot landentoernooi. Hij maakte zelf het enige doelpunt in de 109de minuut (in de 2e helft van de verlenging) in de gewonnen finale tegen het gastland.
| Interlands van Éder voor Portugal | Interlands van Éder voor Portugal | Interlands van Éder voor Portugal | Interlands van Éder voor Portugal | Interlands van Éder voor Portugal | Interlands van Éder voor Portugal |
| №                                 | Datum                             | Wedstrijd                         | Uitslag                           | Soort wedstrijd                   | Doelpunten                        |
| Als speler bij SC Braga           | Als speler bij SC Braga           | Als speler bij SC Braga           | Als speler bij SC Braga           | Als speler bij SC Braga           | Als speler bij SC Braga           |
| --------------------------------- | --------------------------------- | --------------------------------- | --------------------------------- | --------------------------------- | --------------------------------- |
| 1.                                | 11 september 2012                 | Portugal – Azerbeidzjan           | 3 – 0                             | Kwalificatie WK 2014              |                                   |
| 2.                                | 12 oktober 2012                   | Rusland – Portugal                | 1 – 0                             | Kwalificatie WK 2014              |                                   |
| 3.                                | 16 oktober 2012                   | Portugal – Noord-Ierland          | 1 – 1                             | Kwalificatie WK 2014              |                                   |
| 4.                                | 14 november 2012                  | Gabon – Portugal                  | 2 – 2                             | Vriendschappelijk                 |                                   |
| 5.                                | 6 februari 2013                   | Portugal – Ecuador                | 2 – 3                             | Vriendschappelijk                 |                                   |
| 6.                                | 11 oktober 2013                   | Portugal – Israël                 | 1 – 1                             | Kwalificatie WK 2014              |                                   |
| 7.                                | 31 mei 2014                       | Griekenland – Portugal            | 0 – 0                             | Vriendschappelijk                 |                                   |
| 8.                                | 7 juni 2014                       | Mexico – Portugal                 | 0 – 1                             | Vriendschappelijk                 |                                   |
| 9.                                | 16 juni 2014                      | Duitsland – Portugal              | 4 – 0                             | WK 2014                           |                                   |
| 10.                               | 22 juni 2014                      | Verenigde Staten – Portugal       | 2 – 2                             | WK 2014                           |                                   |
| 11.                               | 26 juni 2014                      | Ghana – Portugal                  | 1 – 2                             | WK 2014                           |                                   |
| 12.                               | 7 september 2014                  | Portugal – Albanië                | 0 – 1                             | Kwalificatie EK 2016              |                                   |
| 13.                               | 11 oktober 2014                   | Frankrijk – Portugal              | 2 – 1                             | Vriendschappelijk                 |                                   |
| 14.                               | 14 oktober 2014                   | Denemarken – Portugal             | 0 – 1                             | Kwalificatie EK 2016              |                                   |
| 15.                               | 14 november 2014                  | Portugal – Armenië                | 1 – 0                             | Kwalificatie EK 2016              |                                   |
| 16.                               | 18 november 2014                  | Argentinië – Portugal             | 0 – 1                             | Vriendschappelijk                 |                                   |
| 17.                               | 31 maart 2015                     | Portugal – Kaapverdië             | 0 – 2                             | Vriendschappelijk                 |                                   |
| 18.                               | 16 juni 2015                      | Italië – Portugal                 | 0 – 1                             | Vriendschappelijk                 | 52'                               |
| Als speler bij Swansea City AFC   |                                   |                                   |                                   |                                   |                                   |
| 19.                               | 4 september 2015                  | Portugal – Frankrijk              | 0 – 1                             | Vriendschappelijk                 |                                   |
| 20.                               | 7 september 2015                  | Albanië – Portugal                | 0 – 1                             | Kwalificatie EK 2016              |                                   |
| 21.                               | 11 oktober 2015                   | Servië – Portugal                 | 1 – 2                             | Kwalificatie EK 2016              |                                   |
| Als speler bij Lille OSC          |                                   |                                   |                                   |                                   |                                   |
| 22.                               | 25 maart 2016                     | Portugal – Bulgarije              | 0 – 1                             | Vriendschappelijk                 |                                   |
| 23.                               | 29 maart 2016                     | Portugal – België                 | 2 – 1                             | Vriendschappelijk                 |                                   |
| 24.                               | 29 mei 2016                       | Portugal – Noorwegen              | 3 – 0                             | Vriendschappelijk                 | 70'                               |
| 25.                               | 2 juni 2016                       | Engeland – Portugal               | 1 – 0                             | Vriendschappelijk                 |                                   |
| 26.                               | 8 juni 2016                       | Portugal – Estland                | 7 – 0                             | Vriendschappelijk                 | 80'                               |
| 27.                               | 14 juni 2016                      | Portugal – IJsland                | 1 – 1                             | EK 2016                           |                                   |
| 28.                               | 18 juni 2016                      | Portugal – Oostenrijk             | 0 – 0                             | EK 2016                           |                                   |
| 29.                               | 10 juli 2016                      | Portugal – Frankrijk              | 1 – 0 (n.v.)                      | EK 2016                           | 109'                              |

Bijgewerkt op 10 juli 2016.

## Erelijst
| Competitie        |           |           |           |           |
| Competitie        | Aantal    | Jaren     |           |           |
| Académica         | Académica | Académica | Académica | Académica |
| ----------------- | --------- | --------- | --------- | --------- |
| Taça de Portugal  | 1x        | 2011/12   |           |           |
| Braga             |           |           |           |           |
| Taça da Liga      | 1x        | 2012/13   |           |           |
| Portugal          |           |           |           |           |
| Europees kampioen | 1x        | 2016      |           |           |